# Chute de Philadelphie
Guerres byzantino-ottomanes
Batailles
- Bapheus
- Campagne catalane
- Bursa
- Pélékanon
- Nicée
- Nicomédie
- 1re Gallipoli
- 2e Gallipoli
- Philadelphie
- 1re Constantinople
- 2e Constantinople
- 3e Constantinople
- 4e Constantinople
- Thessalonique
- Bosphore
- 5e Constantinople

La chute de Philadelphie (aujourd'hui Alaşehir) marque la disparition de la dernière cité indépendante de Grecs chrétiens en Asie mineure, conquise par l'Empire ottoman. L'armée qui prit la ville comprenait un contingent de l'armée byzantine, l'Empire byzantin étant alors vassal de l'Empire ottoman.

## Contexte
Avant sa chute, la ville avait échappé au sort de ses voisines en payant un tribut aux beylicats turcs voisins, dont les Ghazis qui pillaient les villages et villes qui leur refusaient le tribut. 
Le gouverneur byzantin de Philadelphie maintenait la fiction de l'autorité impériale sur la ville et ses environs immédiats. Cependant, isolé dès le début du XIVe siècle, ce gouverneur menait dans les faits une politique autônome,  garantissant une indépendance de fait aux territoires sous son contrôle. La défaite de Michel IX Paléologue à la bataille de Bapheus laisse les villes byzantines de l'Asie mineure entourées de campagnes désertées par les raids turcs. 
L'administration et la défense de la ville sont alors prises en charge par l'évêque Théoleptos qui fait appel aux mercenaires de la compagnie catalane pour faire lever un premier siège. ce succès éphémère est remis en cause par le retour des Catalans en Europe, mais permet aux Byzantins de conserver le contrôle de la cité. En 1324, Andronic II envoie Alexis Philanthropénos, en disgrâce et aveuglé, secourir la ville. Il semble que les Turcs, se souvenant des exploits du général byzantin, aient levé leur second siège en apprenant sa venue.
En 1378, Manuel II Paléologue promet de remettre la ville aux Turcs en payement de l'aide du Sultan dans la désastreuse guerre civile qui déchire l'Empire byzantin déjà très affaibli. Cependant, la population de la ville refuse de se soumettre.

## Siège
Philadelphie sauvegarde son indépendance jusqu'en 1390 lorsque le sultan Bayezid Ier appelle les deux protagonistes de la guerre civile, Manuel II et Jean VII, ses alliés pour le seconder dans la conquête de la ville. La même année, les Turcs et leurs vassaux grecs prennent possession de la ville.